# Rigodiadelphus robustus
Rigodiadelphus robustus là một loài Rêu trong họ Leskeaceae. Loài này được (Lindb.) Nog. miêu tả khoa học đầu tiên năm 1973.